# Henri Gavel
Henri Gavel (* 22. Mai 1880 in Saint-Pol-sur-Ternoise; † 15. Oktober 1959 in Anglet) war ein französischer Romanist, Hispanist, Okzitanist und Baskologe.

## Leben und Werk
Gavel wuchs bis 1895 in Rouen auf, danach in Guéret und Clermont-Ferrand. Er erwarb die Licence für Deutsch in Poitiers (1900) und für Spanisch in Toulouse (1901). 1902 war er der erste französische Agrégé für Spanisch. Dann war er kurz Gymnasiallehrer für Deutsch in Saint-Etienne (1903) und von 1903 bis 1930 für Spanisch in Bayonne. Dort kam er mit dem Baskischen in Berührung. 1921 habilitierte er sich in Toulouse mit den beiden Thèses Essai sur l’évolution de la prononciation du Castillan depuis le XIVe siècle, d’après les théories des grammairiens et quelques autres sources (Paris 1920) und Eléments de phonétique basque (Paris/Biarritz 1920). Von 1930 bis 1948 war er als Nachfolger von Joseph Anglade Inhaber des Lehrstuhls für Romanische Philologie an der Universität Toulouse. Von 1936 bis 1939 lehrte er zudem das Baskische in Bordeaux.

## Weitere Werke
- (Hrsg.) Libro de lecturas españolas, Paris 1903
- (Hrsg.) Justin Larrebat, Poésies gasconnes, Bayonne 1926 (zuerst Bayonne 1868)
- (mit Eugène Joliclerc) Grammaire espagnole élémentaire, Angers/Paris 1929
- Grammaire basque. Tome 1: Phonétique. Parties du discours autres que le verbe, Bayonne 1929
- (mit Georges Lacombe (1879–1947)) Grammaire basque. Tome 2: Le verbe, Bayonne 1937
- Recommandations concernant la graphie à utiliser pour l’enseignement facultatif de la langue d’Oc, Toulouse 1942
- Grammaire historique élémentaire de la langue espagnole, Toulouse; Paris 1951
- Questions de grammaire espagnole à l’usage des candidats au certificat de philologie espagnole et aux divers examens ou concours, Toulouse; Paris 1951